# Krucemburk
Krucemburk (v letech 1949–1993 Křížová, německy Kreuzberg) je městys v okrese Havlíčkův Brod v Kraji Vysočina. Žije zde přibližně 1 600 obyvatel, kteří zde mohou využívat zdravotní středisko, lékárnu, poštu, prodejny, restaurace, knihovnu, školu a mateřskou školku. Protéká tudy Městecký potok, který je pravostranným přítokem řeky Doubravy.
Krucemburkem prochází silnice I. třídy č. 37. Nejbližší železniční stanice je ve Ždírci nad Doubravou.

## Název
V roce 1869 obec nesla název Krucenburk a v letech 1949–1993 jméno Křížová (podle Historického lexikonu obcí České republiky pod tímto názvem k roku 1950).

## Historie
První písemná zmínka o městysu je z roku 1241.
Od 10. října 2006 byl obci vrácen status městyse.

## Přírodní poměry
Do jižního cípu katastrálního území městysu zasahuje část přírodní rezervace Štíří důl.

## Obyvatelstvo
| Rok            | 1869  | 1880  | 1890  | 1900  | 1910  | 1921  | 1930  | 1950  | 1961  | 1970  | 1980  | 1991  | 2001  | 2006  | 2014  |
| -------------- | ----- | ----- | ----- | ----- | ----- | ----- | ----- | ----- | ----- | ----- | ----- | ----- | ----- | ----- | ----- |
| Počet obyvatel | 2 661 | 2 608 | 2 685 | 2 636 | 2 688 | 2 317 | 2 184 | 2 077 | 2 013 | 1 821 | 1 780 | 1 711 | 1 627 | 1 637 | 1 577 |

## Části městysu
- Krucemburk
- Hluboká
- Staré Ransko

## Pověsti
Rytíř Mikuláš Střela z Rokyc se zúčastnil obléhání Vídně Turky v r. 1529 a jako odměnu si vyžádal několik děl, z nichž nechal odlít zvon do kostela sv. Mikuláše. Zvonaři Adamu z Meziříčí přitom pohrozil, že jestli se zvon nepodaří, bude popraven. Když byl pak zvon ulit a vychládal, zvonař strachy prchl do lesa. Ovšem zvon se podařil a zvonař byl bohatě odměněn.

## Školství
- Mateřská škola Krucemburk
- Základní škola Krucemburk

## Pamětihodnosti
- Kostel svatého Mikuláše
- Hrob malíře Jana Zrzavého
- Pamětní síň Jana Zrzavého

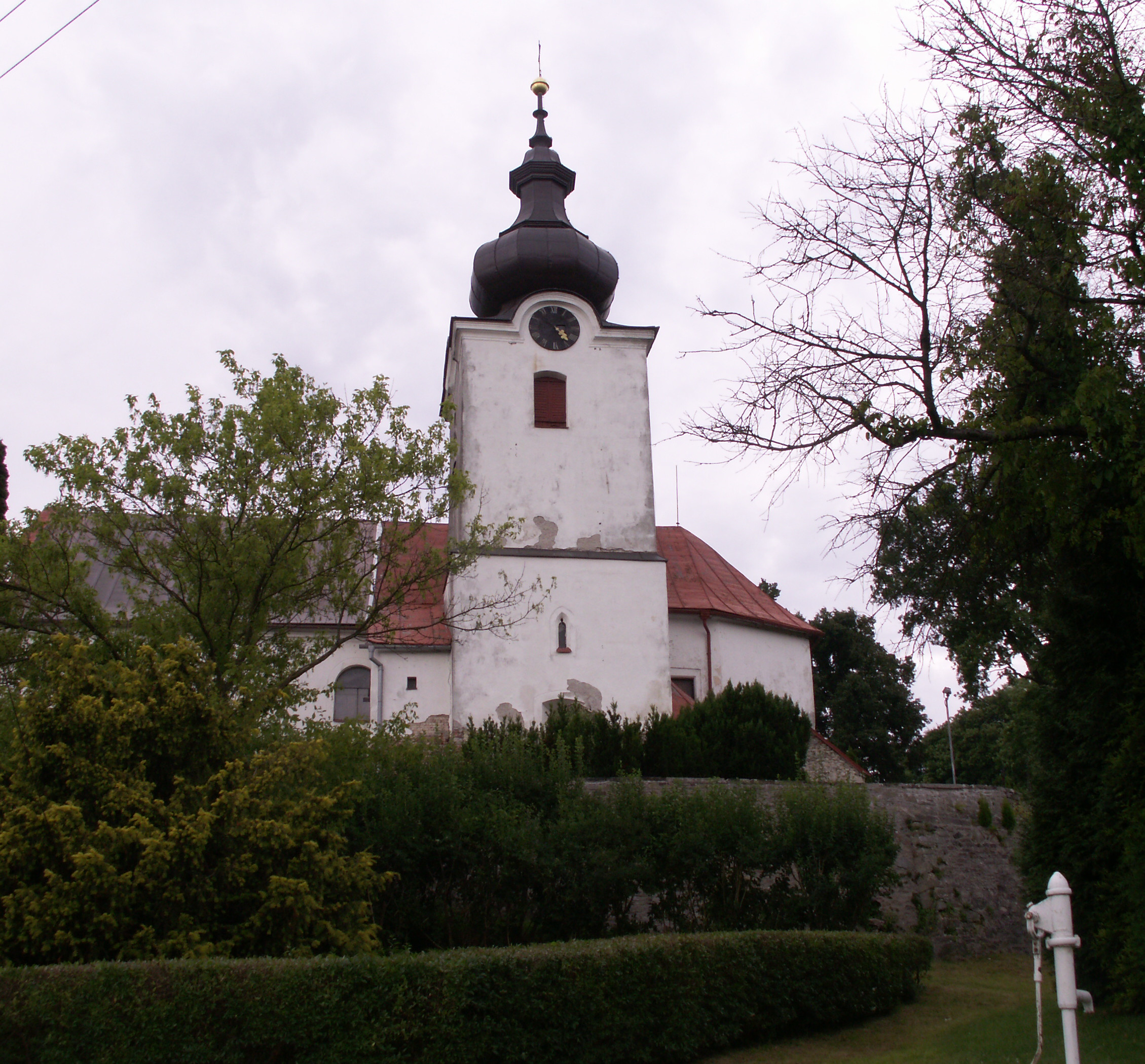
Kostel sv. Mikuláše

- Socha svatého Jana Nepomuckého na náměstí
- Pomník padlým 1. a 2. světové války
- Pomník padlým z května 1945, na náměstí
- Fara
- Červená vila, první stavba Josefa Gočára

## Osobnosti
- Antonín Skřivan, zakladatel obchodní školy v Praze, narozen v Krucemburku r. 1818
- Karel Bříza, hudební skladatel, narozen v Krucemburku
- Josef Binko, amatérský fotograf, průkopník technik ušlechtilých fotografických tisků, spolumajitel koželužny v Krucemburku, majitel Červené vily.

Na hřbitově nad náměstím je pohřben Jan Zrzavý.